# Поляничев, Терентий Николаевич
Терентий Николаевич Поляничев (15 октября 1916, Куркино, Рязанская губерния — 18 февраля 1981, Ярославская, Краснодарский край) — директор средней школы № 47 станицы Ярославская Лабинского района Краснодарского края.

## Биография
Родился 15 октября 1916 года в селе Куркино Данковского уезда Рязанской губернии (ныне — районный центр в Тульской области) в крестьянской семье. В 1934 году окончил 7 классов, в 1938 году — Тульский машиностроительный техникум, получил специальность техника-технолога по металлообработке. Трудовую деятельность начал на заводе «Красный Октябрь» в городе Торопец Калининской области. В августе 1939 года поступил учиться в институт, на физико-математический факультет, в городе Вышний Волочек Калининской области.
В августе 1941 года был призван в ряды Красной армии Вышнволоцким райвоенкоматом. Участник Великой Отечественной войны. С декабря 1941 года участвовал в боях с захватчиками, воевал на Западном, Калининском фронтах. Был офицером начальником артиллерийских мастерских стрелкового батальона, начальником артиллерийского снабжения стрелкового полка 156-й стрелковой дивизии. В марте 1946 года был уволен в запас.
Остался жить в Краснодарском крае, занимался преподавательской деятельностью. В марте 1946 года назначен директором Ворошиловской средней школы № 8, с 1951 года — директор средних школ № 2, затем № 14, в станице Ярославская. Одновременно с этим продолжал учёбу и в 1952 году заочно окончил Краснодарский государственный педагогический институт.
В 1955—1957 годах работал заведующим отделом народного образования Ярославского района, в 1957—1961 годах — заместитель председателя Ярославского райисполкома. В 1961 году вернулся к педагогической деятельности.
В августе 1961 года был назначен директором школы № 14 станицы Ярославская.
Указом Президиума Верховного Совета СССР от 1 июля 1968 года за большие заслуги в деле обучения и коммунистического воспитания молодежи Поляничеву Терентию Николаевичу присвоено звание Героя Социалистического Труда с вручением ордена Ленина и золотой медали «Серп и Молот».
До конца дней оставался жить и работать в станице Ярославская. Скончался 18 февраля 1981 года.
Награждён орденами Ленина, Красной Звезды, медалями, в том числе «За боевые заслуги».
Его именем названа средняя школа № 14 и одна из улиц станицы Ярославской.